# Triste
Triste es una localidad de la comarca de la Hoya de Huesca que pertenece al municipio de Las Peñas de Riglos en la provincia de Huesca. Situada en el extremo septentrional del embalse de La Peña, en la orilla derecha del río Gállego, su distancia a Huesca es de 42 km, y a Jaca es de 38 km.

## Historia
- El 1 de junio de 1276 el infante Pedro (futuro Pedro III) dio a Rodrigo Jiménez de Luna el lugar de Triste (SINUÉS, nº. 375).
- El 29 de enero de 1294 Rodrigo Jiménez de Luna donó al rey Jaime II de Aragón el castillo de Santa María con sus villas, entre las que estaba Triste (SINUÉS, nº. 378 a 382).
- El 12 de marzo de 1379 el rey Pedro IV de Aragón concedió Triste a Jordán de Urriés (SINUÉS, nº 1604).
- El 15 de noviembre de 1386 Pedro IV pidió Triste a Jordán de Urriés (SINUÉS, nº. 1605).
- En 1398 lo tenía en feudo Federíco de Urriés (SINUÉS, nº. 1607).
- En 1610 era de Pedro de Urriés, señor de Ayerbe (LABAÑA, p. 44).
- En 1845 se unió a Santa María de la Peña.
- 1873 - 1900 sustituyó a Santa María de la Peña en capitalidad municipal.

## Geografía humana

### Demografía
| Gráfica de evolución demográfica de Triste entre 1842 y 1960 |
| |
| Población de derecho según los censos de población del INE Población de hecho según los censos de población del INEEntre el censo de 1857 y el anterior, este municipio desaparece porque se integra en el municipio 22625 (Santa María de la Peña) Entre el censo de 1970 y el anterior, este municipio desaparece porque se agrupa en el municipio 22173 (Las Peñas de Riglos) Entre el censo de 1897 y el anterior, aparece este municipio porque cambia de nombre y desaparece el municipio 22625 (Santa María de la Peña) |

### Localidad
Datos demográficos de la localidad de Triste desde 1900:
| 122                   | 340 | 170 | 146 | 130 | 119 | 95 | 39 | 18 | 12 | 19 | 16 | 17 |
| (Fuente: IAEST e INE) |     |     |     |     |     |    |    |    |    |    |    |    |

- Datos referidos a la población de derecho.

### Antiguo municipio
Datos demográficos del municipio de Triste desde 1842:
| 74            | -- | -- | -- | -- | 484 | 483 | 751 | 646 | 668 | 690 | 636 | 550 | -- |
| (Fuente: INE) |    |    |    |    |     |     |     |     |     |     |     |     |    |

- Entre el censo de 1857 y el anterior, este municipio desaparece porque se integra en el municipio de Santa María de la Peña.
- Entre el censo de 1897 y el anterior, aparece este municipio porque cambia de nombre y desaparece el municipio de Santa María de la Peña.
- Entre el censo de 1970 y el anterior, este municipio desaparece porque se agrupa en el municipio Las Peñas de Riglos.
- Datos referidos a la población de derecho, excepto en los censos de 1857 y 1860 que se refieren a la población de hecho.

## Monumentos
- Parroquia dedicada a Santa María (reconstruida en el siglo XVIII conserva la torre románica de principios del siglo XII).

## Para ver
- De gran interés etnográfico, el taller textil de madera, dedicado a la tejeduría artesanal.
- Cuando descienden las aguas del pantano, puede contemplarse el puente romano que daba acceso a Triste.